# Рододендрон крупнейший
Рододе́ндрон крупне́йший (лат. Rhododéndron máximum) — вечнозелёный кустарник из Северной Америки, вид рода Рододендрон (Rhododendron) семейства Вересковые (Ericaceae).

## Ботаническое описание

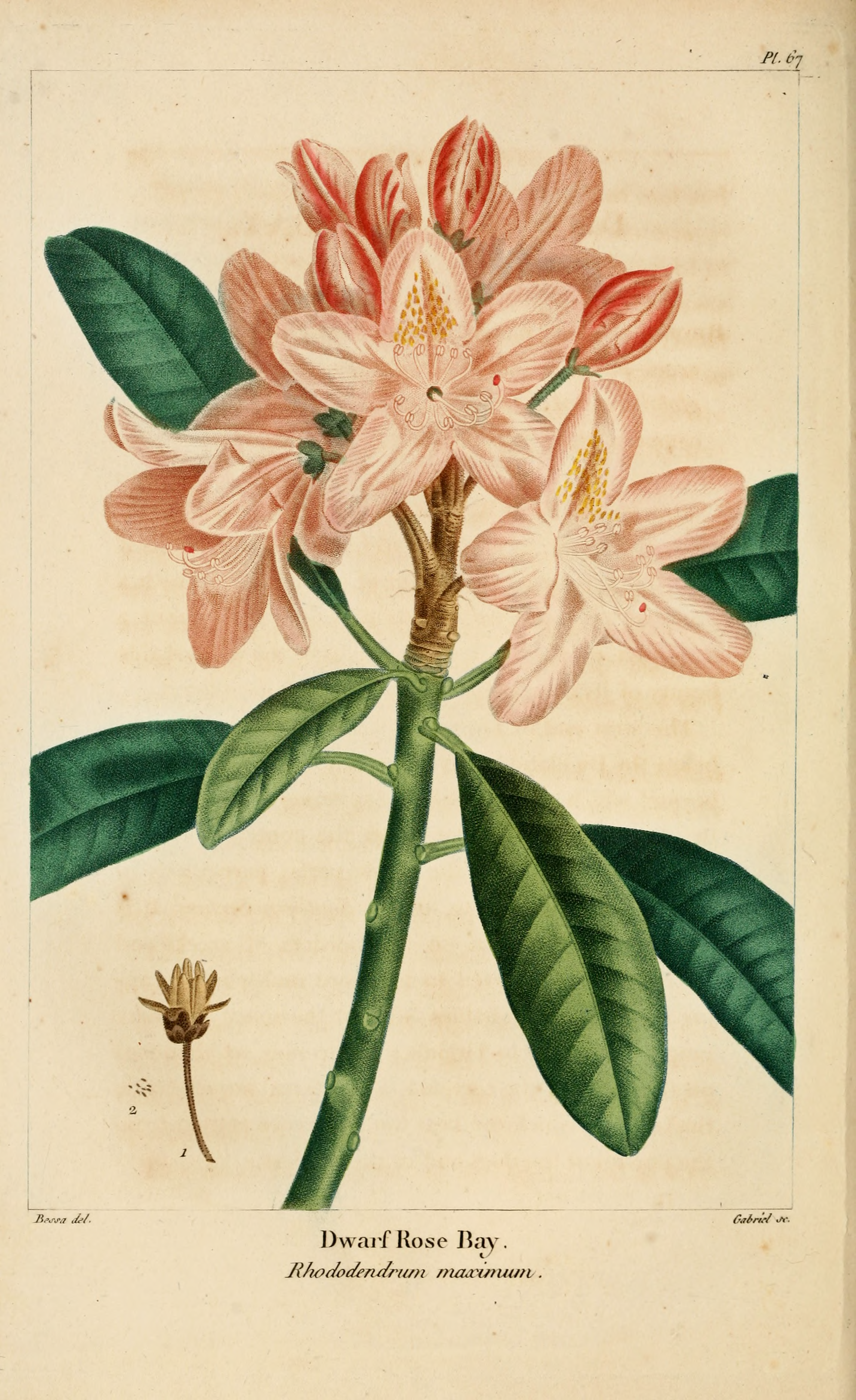
Ботаническая иллюстрация из книги Ф.-А. Мишо The North American sylva…, 1819

Рододендрон крупнейший — ветвистый вечнозелёный кустарник или, редко, небольшое дерево, достигающее 3,5 м в высоту. Молодые веточки железисто-опушённые, вскоре оголяющиеся.
Листья обратноланцетовидные до эллиптических, с цельным краем; верхняя поверхность голая и блестящая, нижняя — с паутинистым налётом. Черешок листа с сохраняющимся опушением. На горе Митчелл произрастает форма рододендрона с красными цветками.
Соцветие состоит из 14—25 цветков. Венчик колокольчатый, белый, бледно-розовый или сиреневый, лепестки до 3 см длиной, часто с мелкими зеленоватыми пятнышками. Чашечка маленькая, железистая, разделённая на округлые чашелистики. Завязь ворсисто-железистая, пестик голый.
Плод — коробочка 17—20 × 4—6 мм.

## Экология
Рододендрон произрастает в лесах на возвышенностях, обычно на высоте от 300 до 1700 м над уровнем моря.

## Ареал
Рододендрон крупнейший распространён на востоке Северной Америки. Северная граница ареала — Новая Шотландия (где вид очень редок и даже, возможно, исчез) и Мэн, южная — северная часть Джорджии.

## В культуре
Рододендрон крупнейший в культуре с XVIII века, впервые культивирован в Европе Питером Коллинсоном в 1736 году. Описан по образцам, выращенным Коллинсоном. Наиболее известные сорта, созданные с его участием: 'Albert Close', 'Harold Amateis', 'Independence Day', 'Judy Spillane', 'Lady Eleanor Cathcart', 'Maxecat', 'Midsummer', 'Mountain Marriage', 'Paul Vossberg', 'Red River', 'Summer Rose', 'Summer Snow' и 'Summer Summit'.
Выдерживает зимние понижения температуры до −32 °С.
В условиях Нижегородской области сорт 'Album' выращиваемый в стелющейся форме относительно зимостоек, в суровые зимы подмерзают концы однолетних побегов и цветочные почки. Семена вызревают.

## Таксономия

### Естественные гибриды
- Rhododendron ×wellesleyanum Waterer ex Rehder, 1927 [Rh. maximum × Rh. catawbiense]

### Синонимы
- Hymenanthes maxima (L.) H.F.Copel., 1943
- Rhododendron ashleyi Coker, 1935
- Rhododendron album (Pursh) Hoffmanns., 1826
- Rhododendron latifolium Hoffmanns., 1826
- Rhododendron maximum f. album (Pursh) Fernald, 1941
- Rhododendron maximum f. purpureum (Pursh) Fernald, 1941
- Rhododendron maximum var. albiflorum Raf., 1840, nom. inval.
- Rhododendron maximum var. album Pursh, 1814
- Rhododendron maximum var. roseum Pursh, 1814
- Rhododendron maximum var. purpureum Pursh, 1814
- Rhododendron procerum Salisb., 1796, nom. superfl.
- Rhododendron purpureum (Pursh) G.Don, 1834
- Rhododendron purshii G.Don, 1834